# Янаєв Геннадій Іванович

Янаєв Генадій Іванович. Фото ІТАР-ТАРС

Генна́дій Іва́нович Яна́єв (26 серпня 1937 , Перевоз, Горьківська область  — 24 вересня 2010 , Москва ) — політичний діяч, перший і останній віцепрезидент СРСР, голова державного комітету з надзвичайного стану, який у серпні 1991 р. здійснив спробу державного перевороту в СРСР. Член ЦК КПРС у 1990—1991 роках. Народний депутат СРСР (1989—1991). Кандидат історичних наук. За національністю — ерзянин.

## Біографія
Геннадій Янаєв народився 26 серпня 1937 року в селі Перевоз Перевозського району Горьковської області в селянській ерзянській родині. У 1959 році закінчив Горьковський сільськогосподарський інститут.
У 1959—1963 роках — начальник механізованого загону Работкінської ремонтно-тракторної станції Горьковської області, головний інженер Работкінського відділення «Сільгосптехніка», керуючий Княгининського відділення «Сільгосптехніка» Горьковської області.
1962 року вступив до лав КПРС і почав рух угору кар'єрними сходами. Вже наступного року Янаєв став другим секретарем Горьковського обласного комітету ВЛКСМ.
З 1966 по 1968 рік — перший секретар Горьковського обласного комітету ВЛКСМ. У 1967 році закінчив Всесоюзний заочний юридичний інститут.
У 1968 році Г. Янаєв призначається головою Комітету молодіжних організацій СРСР. 
З 1980 року працював заступником голови президії Спілки радянських товариств дружби та культурного зв'язку із закордоном.
29 грудня 1986 року Г. Янаєв обраний секретарем Всесоюзної центральної ради професійних спілок (ВЦРПС) із міжнародних питань. З 8 вересня 1989 по квітень 1990 року обіймав посаду заступника голови ВЦРПС. У квітні — 20 липня 1990 року — в.о. голови ВЦРПС. Але й на цій посаді він довго не перебував, адже 14 липня 1990 року був обраний членом Політбюро ЦК КПРС і секретарем ЦК КПРС.
26 грудня 1990 р. Президент СРСР М. Горбачов запропонував Г. Янаєва на новостворену посаду віцепрезидента СРСР. Того ж дня на З'їзді народних депутатів СРСР пройшло перше голосування стосовно цього питання, але лише з другої спроби Янаєв здобув необхідну кількість голосів депутатів. Таким чином він став першим віцепрезидентом СРСР за всю радянську історію. 31 січня 1990 року, через це обрання, залишив лави Політбюро ЦК КПРС.

### ДКНС 1991 року
18 серпня 1991 року Г. Янаєв разом із сімома своїми однодумцями створив і очолив Державний комітет з надзвичайного стану (ДКНС), який поставив собі за мету відсторонити від влади Президента СРСР Михайла Горбачова та не допустити підписання нового союзного договору.
Того ж дня делегація ДКНС летить до Горбачова у Крим, щоб змусити його піти у відставку. Коли той не дав на це своєї згоди, Г. Янаєв видав указ про прийняття на себе виконання обов'язків Президента СРСР. Через це почався так званий «Серпневий путч», який було придушено вже 21 серпня.
Наступного дня Янаєва було заарештовано та ув'язнено у московській в'язниці «Матроська тиша».
4 вересня З'їзд народних депутатів СРСР звільнив Янаєва від виконання обов'язків віцепрезидента СРСР. 5 вересня ця посада була взагалі ліквідована, через що Янаєв залишився єдиним віцепрезидентом в історії СРСР.
15 січня 1992 р. через поганий стан здоров'я Янаєва було звільнено з «Матроської тиші» на тій умові, що він не залишатиме межі Москви. 23 лютого 1994 Державна Дума Російської Федерації оголосила амністію всім членам ДКНС ще до початку суду, що дало змогу Янаєву бути фактично несудимим.
Помер 24 вересня 2010 року після тривалої хвороби.

## Твори
Перед смертю Г. Янаєв написав і видав накладом 4000 примірників книгу «ДКНС проти Горбачова. Останній бій за СРСР».